# 高敞潭陽高速道路
高敞潭陽高速道路（コチャンタミャンこうそくどうろ、253号線）は、大韓民国全北特別自治道高敞郡から潭陽郡に至る高速道路（高速国道）である。

## 概要
光州広域市を通り抜ける湖南高速道路は無料区間である上、出入口が頻繁に設置され、交通量も多くよく渋滞する区間になった。本路線は、その問題を解決するために、湖南高速道路を経由する順天方面のバイパス路線として計画された光州外郭高速道路を元にする路線である。最初の計画は単なる湖南高速道路のバイパスであったが、後に西海岸高速道路の事業が確定、光州外郭高速道路を延伸し、光州広域市との連絡路線として高敞潭陽高速道路になった。国土交通部の第二次国家道路網総合計画では、本線の一部が光州外郭循環高速道路とともに環状の循環線を構成する路線として設定されている。
2008年までは東西の高速国道14号として指定されたが、湖南高速道路の南北支線である253号に改番された。しかしながら路線番号の方角は、南北支線となってたものの、起点・終点の設定などはそのままに残ってあり東西線として扱われている。

### 路線データ
- 起点：全北特別自治道高敞郡古水面（高敞JCT）
- 終点：全羅南道潭陽郡大徳面（大徳JCT）
- 全長：42.3 km
- 管理会社：韓国道路公社
- 制限最高速度 100 km/h
- 制限最低速度 50 km/h
- 車線数：全区間4車線

## 歴史
- 1997年8月27日 全羅南道長城郡から潭陽郡に至る高速国道3の2号光州外郭高速道路を指定[3]
- 2001年8月25日 高速国道路線指定令改正により高速国道3の2号の起点を全羅北道高敞郡まで延伸し、高速国道14号高敞潭陽高速道路に改称・改番[4]
- 2006年12月7日 長城JCT～大徳JCT間開通[5]
- 2007年12月13日 高敞JCT～長城JCT間開通により全線開通[6]
- 2008年1月3日 高速道路の路線変更により14号から253号に改番[7]

## 道路状況

### 交通量
24時間交通量（台） 交通量統計年報（随時統計）
| 区間                  | 2007年 | 2010年 | 2015年 | 2020年 | 2023年 |
| --------------------- | ------ | ------ | ------ | ------ | ------ |
| 高敞JCT - 南高敞IC    | 6,138  | 13,591 | 12,986 | 15,931 | 19,798 |
| 南高敞IC - 長城物流IC | 6,138  | 13,444 | 17,968 | 20,183 | 23,544 |
| 長城物流IC - 長城JCT  | 6,138  | 13,993 | 15,677 | 19,702 | 23,316 |
| 長城JCT - 北光州IC    | 5,129  | 10,958 | 11,260 | 13,611 | 16,470 |
| 北光州IC - 潭陽JCT    | 6,361  | 11,310 | 12,920 | 18,689 | 23,267 |
| 潭陽JCT - 大徳JCT     | 4,397  | 9,203  | 9,784  | 11,414 | 12,790 |

## インターチェンジなど
| IC 番号                     | 施設名     | 施設名          | 接続路線名                 | 起点 から (km) | 備考                 | 所在地                | 所在地                |
| --------------------------- | ---------- | --------------- | -------------------------- | -------------- | -------------------- | --------------------- | --------------------- |
| 1                           | 高敞JCT    | 고창 분기점     | 高速国道15号西海岸線       | 0.0            |                      | 全北特別自治道 高敞郡 | 全北特別自治道 高敞郡 |
| 2                           | 南高敞IC   | 남고창 나들목   | 国道23号（コインドル大路） | 3.0            |                      | 全北特別自治道 高敞郡 | 全北特別自治道 高敞郡 |
| 3                           | 長城物流IC | 장성물류 나들목 | 長城郡道19号（物流路）     | 12.6           |                      | 全羅南道              | 長城郡                |
| 4                           | 長城JCT    | 장성 분기점     | 高速国道25号湖南線         | 17.1           |                      | 全羅南道              | 長城郡                |
| 5                           | 北光州IC   | 북광주 나들목   | 国道13号（秋城路）         | 28.9           |                      | 全羅南道              | 潭陽郡                |
| 6                           | 潭陽JCT    | 담양 분기점     | 高速国道12号光州大邱線     | 36.2           |                      | 全羅南道              | 潭陽郡                |
| 7                           | 大徳JCT    | 대덕 분기점     | 高速国道25号湖南線         | 42.3           | 順天方面との連絡のみ | 全羅南道              | 潭陽郡                |
| 湖南高速道路 谷城・順天方面 |            |                 |                            |                |                      |                       |                       |